# Stater
Stater (grč. στατήρ: „težina“) je antička kovanica koji su koristili Grci i Lidijci od 8. stoljeća pr. Kr. do 50. godine. Stater su također koristili i Kelti. Robin Lane Fox tvrdi kako su Eubejci kopirali stater od feničkog šekela, koji je bio iste težine i sličnog oblika.

## Vanjske poveznice
- Britanski muzej - stater  Arhivirana inačica izvorne stranice od 8. kolovoza 2009. (Wayback Machine)
- Grčki otoci i antičke kovanice